# Eucapperia continentalis
Eucapperia continentalis là một loài bướm đêm thuộc họ Pterophoroidea. Nó được tìm thấy ở Tanzania.
Sải cánh dài 14–19 mm. Con trưởng thành bay vào tháng 11.